# Andreas Skovgaard
Andreas Skovgaard Larsen (ur. 27 marca 1997 w Hagendrup) – duński piłkarz występujący na pozycji obrońcy w klubie Cracovia.

## Statystyki klubowe
Aktualne na dzień 17 maja 2024
| Sezon   | Klub            | Rozgrywki   | Kraj     | Mecze | Gole |
| ------- | --------------- | ----------- | -------- | ----- | ---- |
| 2015/16 | FC Nordsjælland | Superligaen | Dania    | 15    | 0    |
| 2016/17 | FC Nordsjælland | Superligaen | Dania    | 24    | 0    |
| 2017/18 | FC Nordsjælland | Superligaen | Dania    | 23    | 0    |
| 2018/19 | FC Nordsjælland | Superligaen | Dania    | 15    | 0    |
| 2018/19 | Sc Heerenveen   | Eredivisie  | Holandia | 0     | 0    |
| 2020    | Örebro SK       | Allsvenskan | Szwecja  | 26    | 1    |
| 2021    | Örebro SK       | Allsvenskan | Szwecja  | 23    | 0    |
| 2022    | SK Brann        | OBOS-ligaen | Norwegia | 22    | 1    |
| 2023    | Stabæk          | Eliteserien | Norwegia | 17    | 0    |
| 2023/24 | Cracovia        | Ekstraklasa | Polska   | 24    | 0    |
| 2024/25 | Cracovia        | Ekstraklasa | Polska   | 5     | 0    |

## Sukcesy
SK Brann
- Puchar Norwegii: 2022